# Vilela (Arcos de Valdevez)
Vilela ist ein Ort und eine ehemalige Gemeinde (Freguesia) im nordportugiesischen Kreis Arcos de Valdevez. In der Gemeinde lebten 196 Einwohner (Stand 30. Juni 2011).
Am 29. September 2013 wurden die Gemeinden Vilela, Sá und São Cosme e São Damião zur neuen Gemeinde União das Freguesias de Vilela, São Cosme e São Damião e Sá zusammengefasst.